# Saint-Michel-de-Double
Pour les articles homonymes, voir Saint-Michel.
Saint-Michel-de-Double est une commune française située dans le département de la Dordogne, en région Nouvelle-Aquitaine.

## Géographie

### Généralités
À l'ouest du département de la Dordogne, la commune de Saint-Michel-de-Double, comme son nom l'évoque, se trouve dans la forêt de la Double. Son territoire, essentiellement forestier et parsemé d'étangs, est arrosé par deux petits affluents de l'Isle : le Farganaud (ou Fayoulet), qui prend sa source au nord de la commune et le Grolet qui lui sert de limite à l'est avec Saint-Étienne-de-Puycorbier, et au sud-est avec Saint-Martin-l'Astier.
Implanté sur une hauteur et traversé par les routes départementales 13 et 40, le bourg, se situe, en distances orthodromiques, huit kilomètres au nord-ouest de Mussidan et treize kilomètres au nord-est de Montpon-Ménestérol.
La commune est également desservie par la route départementale 38 qui passe au nord du bourg.

### Communes limitrophes
Saint-Michel-de-Double est limitrophe de sept autres communes, dont La Jemaye-Ponteyraud au nord, par un quadripoint.
| Échourgnac                     | La Jemaye-Ponteyraud     | Saint-André-de-Double       |
| Saint-Barthélemy-de-Bellegarde | Saint-Michel-de-Double   | Saint-Étienne-de-Puycorbier |
|                                | Saint-Laurent-des-Hommes | Saint-Martin-l'Astier       |

### Géologie et relief

#### Géologie
Situé sur la plaque nord du Bassin aquitain et bordé à son extrémité nord-est par une frange du Massif central, le département de la Dordogne présente une grande diversité géologique. Les terrains sont disposés en profondeur en strates régulières, témoins d'une sédimentation sur cette ancienne plate-forme marine. Le département peut ainsi être découpé sur le plan géologique en quatre gradins différenciés selon leur âge géologique. Saint-Michel-de-Double est située dans le quatrième gradin à partir du nord-est, un plateau formé de dépôts siliceux-gréseux et de calcaires lacustres de l'ère tertiaire.
Les couches affleurantes sur le territoire communal sont constituées de formations superficielles du Quaternaire et de roches sédimentaires datant du Cénozoïque. La formation la plus ancienne, notée e5-6, est la formation de Guizengeard supérieur (Lutétien supérieur à Bartonien supérieur continental). La formation la plus récente, notée CF, fait partie des formations superficielles de type colluvions indifférenciées sablo-argileuses et argilo-sableuses. Le descriptif de ces couches est détaillé dans  la feuille « no 781 - Montpon-Ménestérol » de la carte géologique au 1/50 000 de la France métropolitaine, et sa notice associée.

Carte géologique de Saint-Michel-de-Double.

#### Relief et paysages
Le département de la Dordogne se présente comme un vaste plateau incliné du nord-est (491 m, à la forêt de Vieillecour dans le Nontronnais, à Saint-Pierre-de-Frugie) au sud-ouest (2 m à Lamothe-Montravel). L'altitude du territoire communal varie quant à elle entre 47 mètres au lieu-dit le Moulin du Bost, là où le Grolet quitte la commune pour servir de limite entre celles de Saint-Laurent-des-Hommes et Saint-Martin-l'Astier, et 126 mètres au nord, en bordure de la commune d'Échourgnac, près du lieu-dit le Meylier.
Dans le cadre de la Convention européenne du paysage entrée en vigueur en France le 1er juillet 2006, renforcée par la loi du 8 août 2016 pour la reconquête de la biodiversité, de la nature et des paysages, un atlas des paysages de la Dordogne a été élaboré sous maîtrise d’ouvrage de l’État et publié en octobre 2020. Les paysages du département s'organisent en huit unités paysagères,. La commune fait partie de la Double, au sein de l'unité de paysage « La Double et le Landais », deux plateaux ondulés, dont la pente générale descend de l'est vers l'ouest. À l'est, les altitudes atteignent ainsi les 200 m pour les plus élevées (233 m au sud de Tocane-Saint-Apre). Vers l'ouest, le relief s’adoucit et les altitudes maximales culminent autour des 100 mètres. Les paysages sont forestiers aux horizons limités, avec peu de repères, ponctués de clairières agricoles habitées.
La superficie cadastrale de la commune publiée par l'Insee, qui sert de référence dans toutes les statistiques, est de 29,48 km2,,. La superficie géographique, issue de la BD Topo, composante du Référentiel à grande échelle produit par l'IGN, est quant à elle de 29,66 km2.

### Hydrographie

#### Réseau hydrographique
La commune est située dans le bassin de la Dordogne au sein du Bassin Adour-Garonne. Elle est drainée par le Farganaud, le Grolet, le ruisseau de la Cigale, le ruisseau de Gravard, le ruisseau du Chanvre et par divers petits cours d'eau, qui constituent un réseau hydrographique de 42 km de longueur totale,.
Le Farganaud, ou Fayoulet dans sa partie amont, d'une longueur totale de 14,56 km, prend sa source dans la commune de Saint-Michel-de-Double et se jette dans l'Isle en rive droite à Saint-Laurent-des-Hommes, face à Saint-Martial-d'Artenset,. Il traverse la commune du nord au sud sur sept kilomètres.
Son affluent de rive droite le ruisseau de la Cigale arrose le territoire communal dans l'ouest sur près de quatre kilomètres et demi, dont deux et demi servent de limite naturelle face à Échourgnac et Saint-Barthélemy-de-Bellegarde.
Autre affluent de rive droite du Farganaud, le ruisseau du Chanvre borde la commune au sud-ouest sur un kilomètre et demi, face à Saint-Laurent-des-Hommes.
Le Grolet, d'une longueur totale de 14,32 km, prend sa source dans la commune de Saint-André-de-Double et se jette en rive droite de l'Isle en limite des communes de Saint-Martin-l'Astier et de Saint-Laurent-des-Hommes, face à Saint-Médard-de-Mussidan,. Il marque la limite territoriale à l'est sur huit kilomètres, face à Saint-André-de-Double, Saint-Étienne-de-Puycorbier et Saint-Martin-l'Astier.
Son affluent de rive droite le Gravard borde la commune au nord sur deux kilomètres face à Saint-André-de-Double.

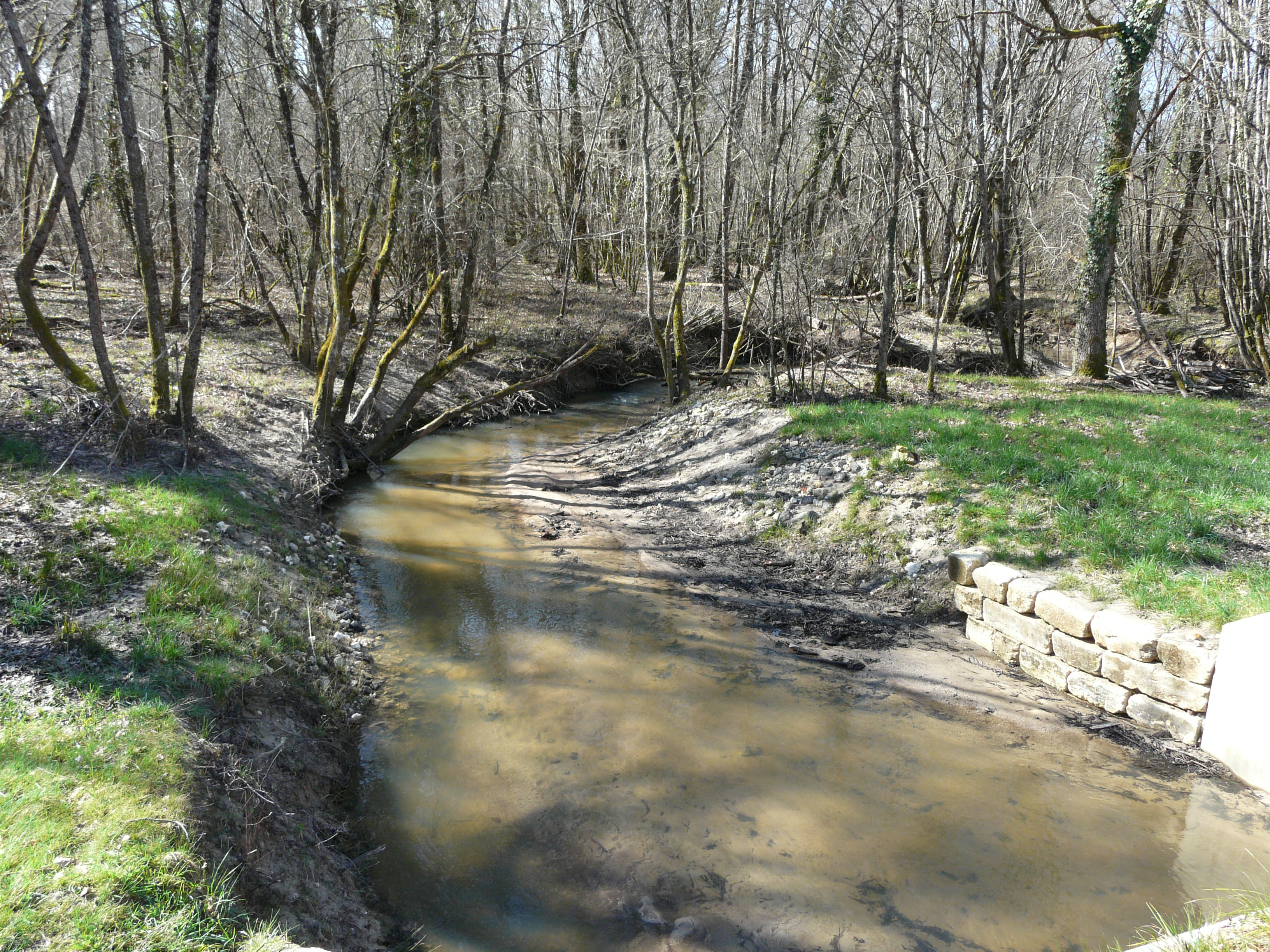
Au pont de la RD 38, le Grolet marque la limite entre les communes de Saint-Étienne-de-Puycorbier (à gauche) et Saint-Michel-de-Double.
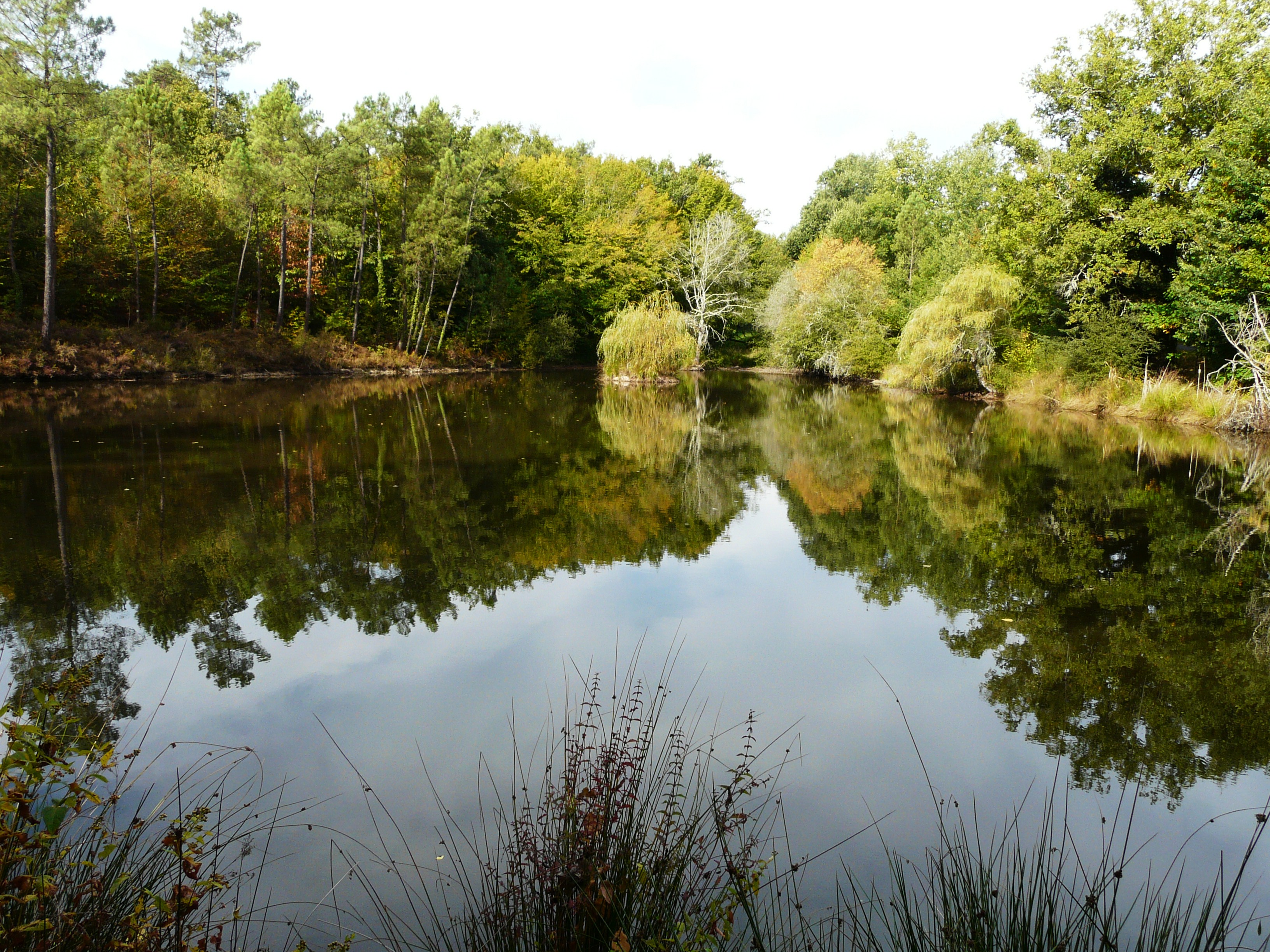
Un étang à proximité du bourg de Saint-Michel-de-Double.
Réseaux hydrographique et routier de Saint-Michel-de-Double.

#### Gestion et qualité des eaux
Le territoire communal est couvert par le schéma d'aménagement et de gestion des eaux (SAGE) « Isle - Dronne ». Ce document de planification, dont le territoire regroupe les bassins versants de l'Isle et de la Dronne, d'une superficie de 7 500 km2, a été approuvé le 2 août 2021. La structure porteuse de l'élaboration et de la mise en œuvre est l'établissement public territorial de bassin de la Dordogne (EPIDOR). Il définit sur son territoire les objectifs généraux d’utilisation, de mise en valeur et de protection quantitative et qualitative des ressources en eau superficielle et souterraine, en respect des objectifs de qualité définis dans le troisième SDAGE  du Bassin Adour-Garonne qui couvre la période 2022-2027, approuvé le 10 mars 2022.
La qualité des eaux de baignade et des cours d’eau peut être consultée sur un site dédié géré par les agences de l’eau et l’Agence française pour la biodiversité.

### Climat
Pour des articles plus généraux, voir Climat de la Nouvelle-Aquitaine et Climat de la Dordogne.
Historiquement, la commune est exposée à un climat océanique aquitain.  
En 2020, Météo-France publie une typologie des climats de la France métropolitaine dans laquelle la commune est exposée à un climat océanique et est dans la région climatique  Aquitaine, Gascogne, caractérisée par une pluviométrie abondante au printemps, modérée en automne, un faible ensoleillement au printemps, un été chaud (19,5 °C), des vents faibles, des brouillards fréquents en automne et en hiver et des orages fréquents en été (15 à 20 jours).
Pour la période 1971-2000, la température annuelle moyenne est de 12,4 °C, avec  une amplitude thermique annuelle de 15 °C. Le cumul annuel moyen de précipitations est de 859 mm, avec 12,2 jours de précipitations en janvier et 6,5 jours en juillet. Pour la période 1991-2020, la température moyenne annuelle observée sur la station météorologique la plus proche, située sur la commune de Saint-Martin-de-Ribérac à 17 km à vol d'oiseau, est de 13,5 °C et le cumul annuel moyen de précipitations est de 916,6 mm,. Pour l'avenir, les paramètres climatiques de la commune estimés pour 2050 selon différents scénarios d’émission de gaz à effet de serre sont consultables sur un site dédié publié par Météo-France en novembre 2022.

## Urbanisme

### Typologie
Au 1er janvier 2024, Saint-Michel-de-Double est catégorisée commune rurale à habitat très dispersé, selon la nouvelle grille communale de densité à 7 niveaux définie par l'Insee en 2022.
Elle est située hors unité urbaine et hors attraction des villes,.

### Occupation des sols
L'occupation des sols de la commune, telle qu'elle ressort de la base de données européenne d’occupation biophysique des sols Corine Land Cover (CLC), est marquée par l'importance des forêts et milieux semi-naturels (60,1 % en 2018), une proportion sensiblement équivalente à celle de 1990 (60 %). La répartition détaillée en 2018 est la suivante : 
forêts (58,5 %), zones agricoles hétérogènes (28,2 %), prairies (11,7 %), milieux à végétation arbustive et/ou herbacée (1,5 %). L'évolution de l’occupation des sols de la commune et de ses infrastructures peut être observée sur les différentes représentations cartographiques du territoire : la carte de Cassini (XVIIIe siècle), la carte d'état-major (1820-1866) et les cartes ou photos aériennes de l'IGN pour la période actuelle (1950 à aujourd'hui).

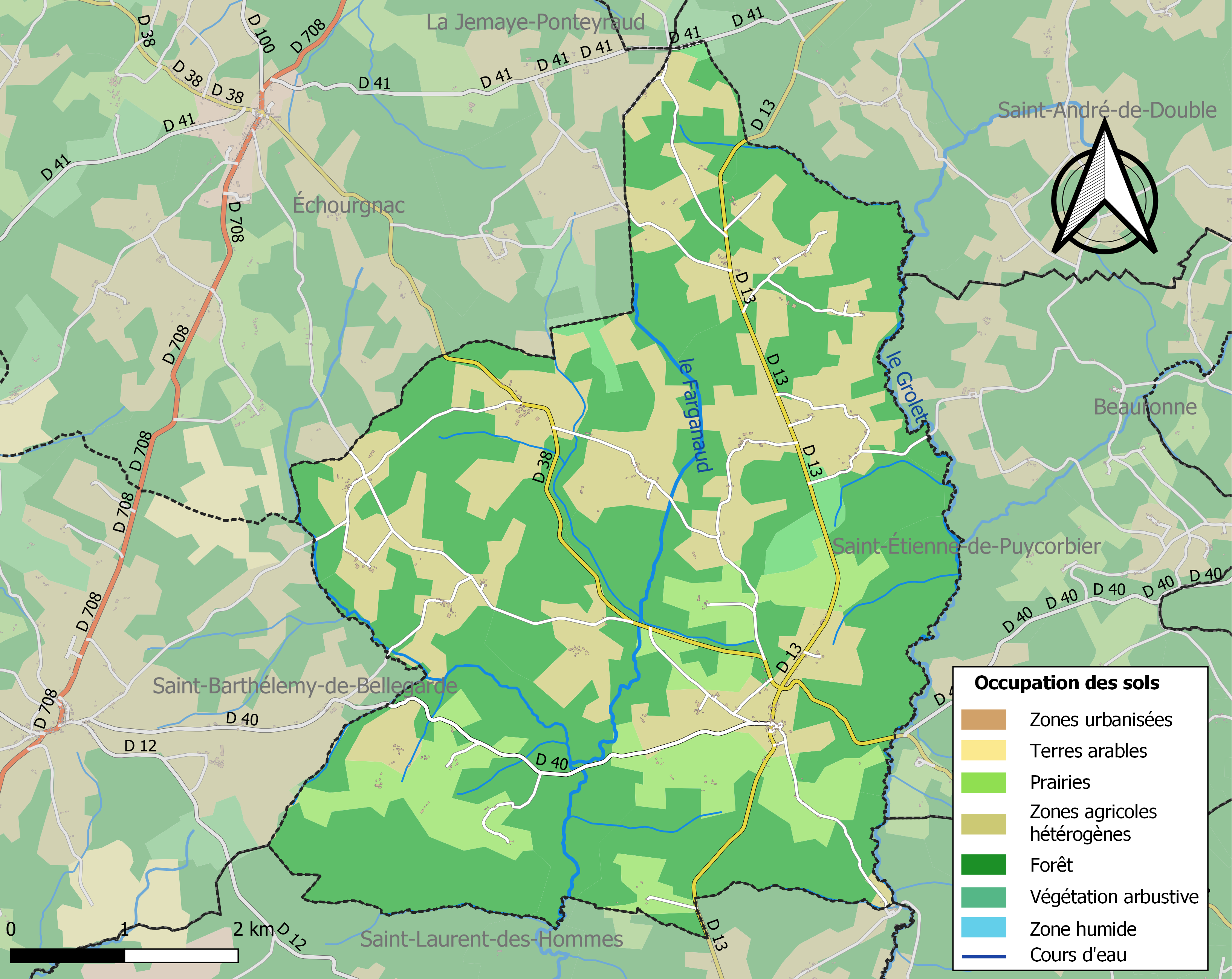
Carte des infrastructures et de l'occupation des sols de la commune en 2018 (CLC).

### Prévention des risques
Le territoire de la commune de Saint-Michel-de-Double est vulnérable à différents aléas naturels : météorologiques (tempête, orage, neige, grand froid, canicule ou sécheresse), feux de forêts, mouvements de terrains et séisme (sismicité très faible). Un site publié par le BRGM permet d'évaluer simplement et rapidement les risques d'un bien localisé soit par son adresse soit par le numéro de sa parcelle.
Saint-Michel-de-Double est exposée au risque de feu de forêt. L’arrêté préfectoral du 14 mars 2013 fixe les conditions de pratique des incinérations et de brûlage dans un objectif de réduire le risque de départs d’incendie. À ce titre, des périodes sont déterminées : interdiction totale du 15 février au 15 mai et du 15 juin au 15 octobre, utilisation réglementée du 16 mai au 14 juin et du 16 octobre au 14 février. En septembre 2020, un plan inter-départemental de protection des forêts contre les incendies (PidPFCI) a été adopté pour la période 2019-2029,.

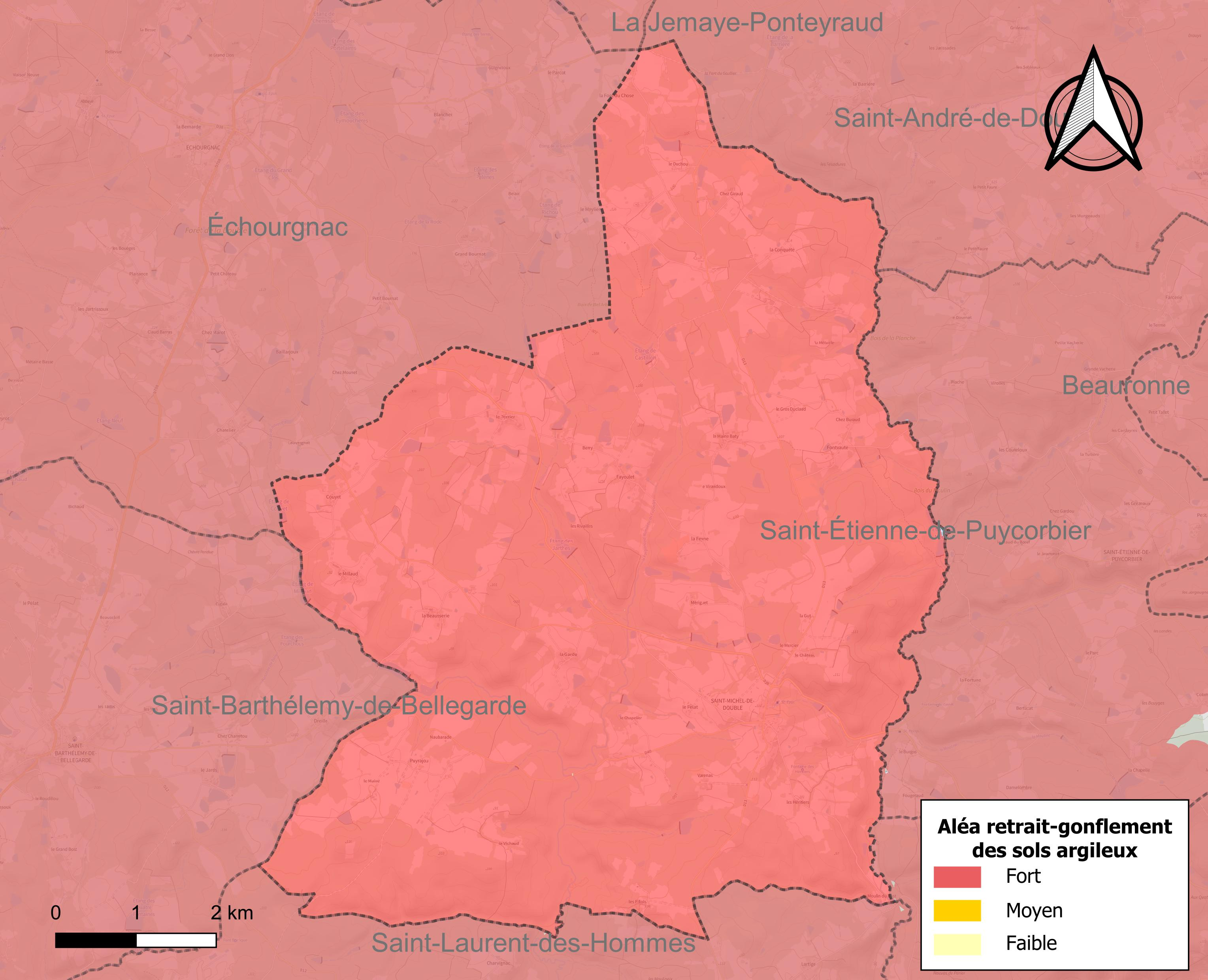
Carte des zones d'aléa retrait-gonflement des sols argileux de Saint-Michel-de-Double.

Les mouvements de terrains susceptibles de se produire sur la commune sont des tassements différentiels. Le retrait-gonflement des sols argileux est susceptible d'engendrer des dommages importants aux bâtiments en cas d’alternance de périodes de sécheresse et de pluie. La totalité de la commune est en aléa moyen ou fort (58,6 % au niveau départemental et 48,5 % au niveau national métropolitain). Depuis le 1er octobre 2020, en application de la loi ÉLAN, différentes contraintes s'imposent aux vendeurs, maîtres d'ouvrages ou constructeurs de biens situés dans une zone classée en aléa moyen ou fort,.
La commune a été reconnue en état de catastrophe naturelle au titre des dommages causés par les inondations et coulées de boue survenues en 1982 et 1999, par la sécheresse en 1989, 1992, 1997 et 2011 et par des mouvements de terrain en 1999.

## Toponymie
En occitan, la commune se nomme Sent Micheu de Dobla.

## Histoire

### Des origines au Moyen Âge
Cette commune de 2 948 hectares, présente des traces d’occupation gallo-romaine.
On trouve mention du village sous les noms Sanctus Michael in Honorio Montis-Pavonis au XIIIe siècle et de Saint-Michael de Dupla au XVe siècle.
Comme dans les communes voisines, on trouvait à Saint-Michel-de-Double de nombreuses verreries au XVIe siècle, à la Font du Chose, au Perrier ou aux Verrières.
Le « château » de Saint-Michel, des XVIIe et XVIIIe siècles, brûlé en 1945, était un ancien repaire noble, constitué d’un corps de logis flanqué de deux pavillons entourés de douves et couvert de tuiles grises. On y trouvait des cheminées de la fin du XVIe siècle.

### XIXeet première moitié duXXesiècle: les métamorphoses architecturales du village
- Nouveau cimetière :

En 1855, Georges Flouret, maire de Saint-Michel-de-Double, fait don d’un terrain à la commune pour servir à l’établissement d’un nouveau cimetière en périphérie du village et répondre ainsi aux nouvelles règles d’hygiène en la matière, tout en contribuant à l’amélioration du paysage villageois. En effet, le puits communal, installé dans une zone basse près du cimetière, puise l’eau dans la nappe qui en traverse le sous-sol.
Dès 1856, le cimetière alors situé autour de l’église, est déplacé à l’extérieur du village. Le mur qui l’entoure est construit en 1913. Le cimetière est agrandi en 1931.
L’ancien cimetière est devenu une place publique où se tiennent les foires au début du XXe siècle.
- Écoles-mairie :

3 septembre 1883 : Construction du groupe scolaire École-mairie, l’école se tenant jusqu’alors dans une maison louée par la municipalité. Le conseil municipal se tenait généralement chez le maire.
1927 : Construction d’un mur autour des écoles « pour éviter les accidents qui pourraient arriver aux élèves » (délibération du conseil municipal, 31 juillet 1927).
1933 : Les instituteurs demandent la création d’une cantine scolaire « afin que les enfants des villages éloignés qui ne peuvent prendre le repas du midi chez eux trouvent une soupe chaude pendant les mauvais mois de l’hiver » (Délibération du conseil municipal du 12 novembre 1933 : le CM vote 500 francs).
- Église :

Certaines parties de l’église, dans le chœur, datent du XIIe siècle.
1839 : Commande d’une nouvelle cloche pour l’église.
1896 : Construction du nouveau clocher néo-gothique de l’église, de 28 mètres de haut.
- Les foires :

Vers 1892 sont créées deux foires annuelles à Saint-Michel-de-Double, le 3e vendredi de mars et le lundi de la fête patronale. On y échange bœufs, moutons, porcs, vaches et veaux. Elles disparaissent dans l’entre-deux-guerres.
- PTT :

1912 : Installation d’un bureau de poste et télégraphe dans une maison acquise à cet effet par l’administration des Postes, télégraphes et téléphones. La commune est reliée au téléphone depuis 1911.
Le conseil municipal de Saint-Michel-de-Double décide en 1934 la construction d’un bâtiment de poste fort imposant pour la commune, situé face à l’église. Une annexe de ce bâtiment sert à la permanence hebdomadaire de la caisse locale de Crédit agricole de la commune. Il servira par la suite et sert encore de foyer municipal.
- Monument aux morts :

115 habitants de la commune se sont cotisés pour payer ce monument, érigé devant l’école-mairie en 1922.
- Cinéma :

À Saint-Michel, comme dans de nombreux villages, des propriétaires de cinémas itinérants projettent des films dans les auberges ou les cafés. Ainsi, dans les années 1930, grâce à une importante publicité par voie d’affiche, chaque séance mensuelle attire une bonne trentaine de personnes dans l’auberge Rey de Saint-Michel-de-Double.

## Politique et administration

### Intercommunalité
Fin 2002, Saint-Michel-de-Double intègre dès sa création la communauté de communes du Mussidanais en Périgord. Celle-ci disparaît au 31 décembre 2016, remplacée au 1er janvier 2017 par la communauté de communes Isle et Crempse en Périgord.

### Administration municipale
La population de la commune étant comprise entre 100 et 499 habitants au recensement de 2017, onze conseillers municipaux ont été élus en 2020,.

### Liste des maires
| Période                                  | Période  | Identité             | Étiquette             | Qualité     |
| ---------------------------------------- | -------- | -------------------- | --------------------- | ----------- |
| Les données manquantes sont à compléter. |          |                      |                       |             |
|                                          |          |                      |                       |             |
| 1830                                     | 1836     | Chevalier            |                       |             |
| 1836                                     | 1843     | Élie Dumouly-Beler   |                       |             |
| 1843                                     | 1847     | Fougeront Defayot    |                       |             |
| 1847                                     | 1848     | Deffarges            |                       |             |
| 1848                                     | 1855     | Faurie               |                       |             |
| 1855                                     | 1865     | Georges Flouret      |                       |             |
| 1865                                     | 1870     | Jean-Pierre Deffarge |                       |             |
| 1870                                     | 1878     | Louis Deffarge       |                       |             |
| 1878                                     | 1892     | Jean Montillaud      | Bonapartiste          |             |
| 1892                                     | 1896     | Léon Desplat         | Républicain           |             |
| 1896                                     | 1912     | François Rousseau    | Républicain de gauche |             |
| 1912                                     | 1919     | Adrien Mallard       | Radical socialiste    |             |
| 1919                                     | 1925     | Paul Durand          | Républicain de gauche |             |
| 1925                                     | 1929     | Clément Malecot      |                       |             |
| 1929                                     | ?        | Henri Lespinasse     |                       |             |
|                                          |          | Roger Tamarel        |                       |             |
|                                          | 1994     | René Martrenchard    |                       |             |
| 1994 (réélu en mai 2020)                 | En cours | Serge Durant         | SE                    | Agriculteur |

## Équipements et services publics

### Justice
En 2023, dans le domaine judiciaire, Saint-Michel-de-Double relève : 
- du tribunal judiciaire, du tribunal pour enfants, du conseil de prud'hommes et du tribunal de commerce de Périgueux ;
- du pôle Nationalité du tribunal judiciaire de Périgueux (compétent uniquement dans le domaine de la nationalité) ;
- de la cour d'appel, du tribunal administratif et de la  cour administrative d'appel de Bordeaux.

## Population et société

### Démographie
L'évolution du nombre d'habitants est connue à travers les recensements de la population effectués dans la commune depuis 1793. Pour les communes de moins de 10 000 habitants, une enquête de recensement portant sur toute la population est réalisée tous les cinq ans, les populations de référence des années intermédiaires étant quant à elles estimées par interpolation ou extrapolation. Pour la commune, le premier recensement exhaustif entrant dans le cadre du nouveau dispositif a été réalisé en 2004.

En 2022, la commune comptait 228 habitants, en évolution de −5,79 % par rapport à 2016 (Dordogne : +0,37 %, France hors Mayotte : +2,11 %).
| 1793  | 1800 | 1806 | 1821 | 1831 | 1836 | 1841 | 1846 | 1851 |
| ----- | ---- | ---- | ---- | ---- | ---- | ---- | ---- | ---- |
| 1 025 | 594  | 729  | 517  | 864  | 832  | 793  | 794  | 742  |

| 1856 | 1861 | 1866 | 1872 | 1876 | 1881 | 1886 | 1891 | 1896 |
| ---- | ---- | ---- | ---- | ---- | ---- | ---- | ---- | ---- |
| 736  | 759  | 781  | 669  | 731  | 706  | 755  | 711  | 686  |

| 1901 | 1906 | 1911 | 1921 | 1926 | 1931 | 1936 | 1946 | 1954 |
| ---- | ---- | ---- | ---- | ---- | ---- | ---- | ---- | ---- |
| 662  | 659  | 648  | 591  | 582  | 540  | 510  | 488  | 447  |

| 1962 | 1968 | 1975 | 1982 | 1990 | 1999 | 2004 | 2006 | 2009 |
| ---- | ---- | ---- | ---- | ---- | ---- | ---- | ---- | ---- |
| 419  | 338  | 263  | 260  | 285  | 272  | 278  | 280  | 265  |

| 2014 | 2019 | 2022 | - | - | - | - | - | - |
| ---- | ---- | ---- | - | - | - | - | - | - |
| 247  | 236  | 228  | - | - | - | - | - | - |

## Économie

### Emploi
En 2015, parmi la population communale comprise entre 15 et 64 ans, les actifs représentent 112 personnes, soit 45,9 % de la population municipale. Le nombre de chômeurs (dix-huit) a augmenté par rapport à 2010 (dix) et le taux de chômage de cette population active s'établit à 15,7 %.

### Établissements
Au 31 décembre 2015, la commune compte vingt-cinq établissements, dont douze au niveau des commerces, transports ou services, sept dans l'agriculture, la sylviculture ou la pêche, trois relatifs au secteur administratif, à l'enseignement, à la santé ou à l'action sociale, deux dans la construction, et un dans l'industrie.

## Culture locale et patrimoine

### Lieux et monuments
- L'église Saint-Michel, XIXe siècle, et son clocher-porche.
- Les nombreux ruisseaux et étangs qui parsèment le territoire de la commune.

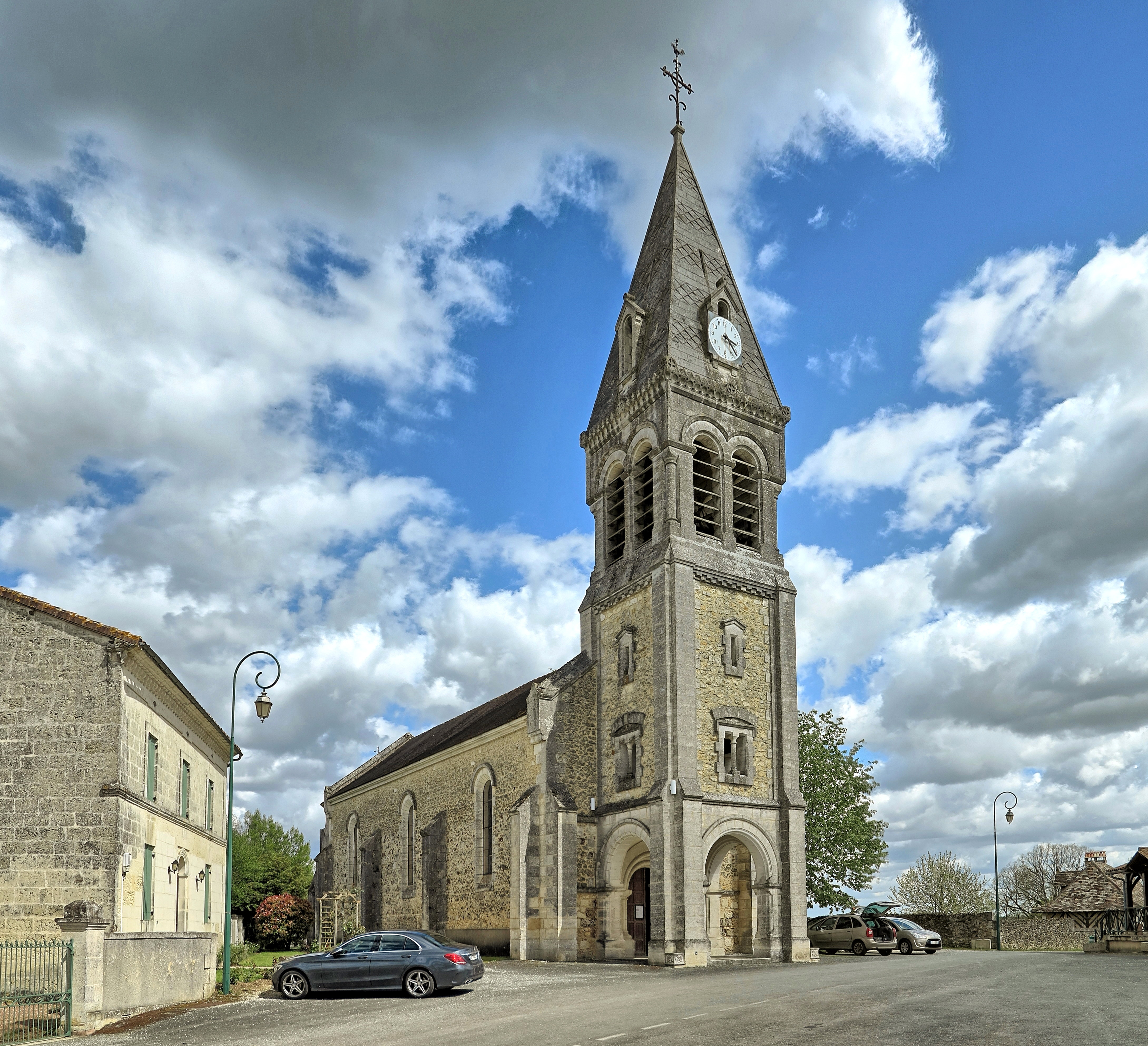
L'église.
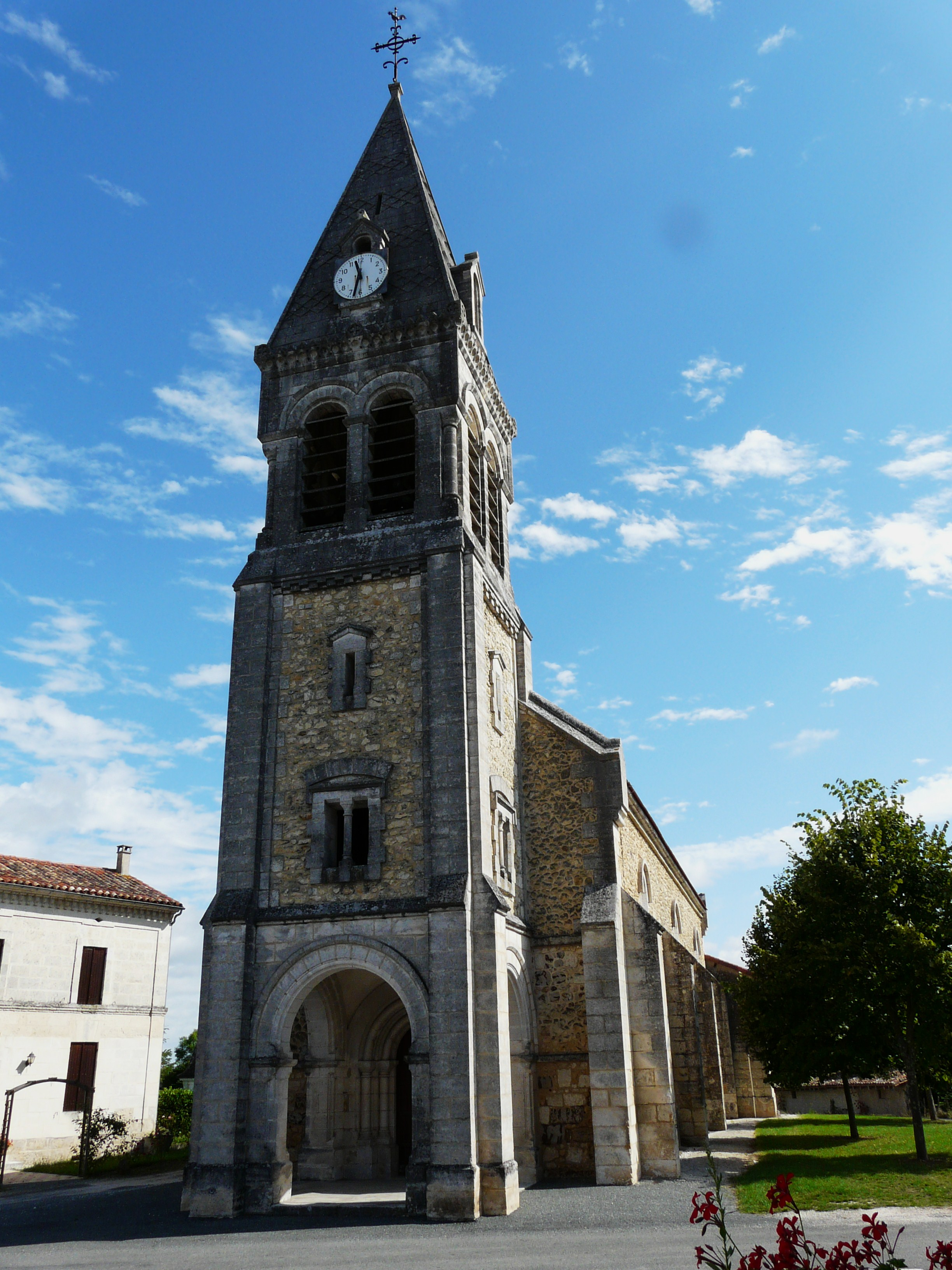
Le clocher-porche.
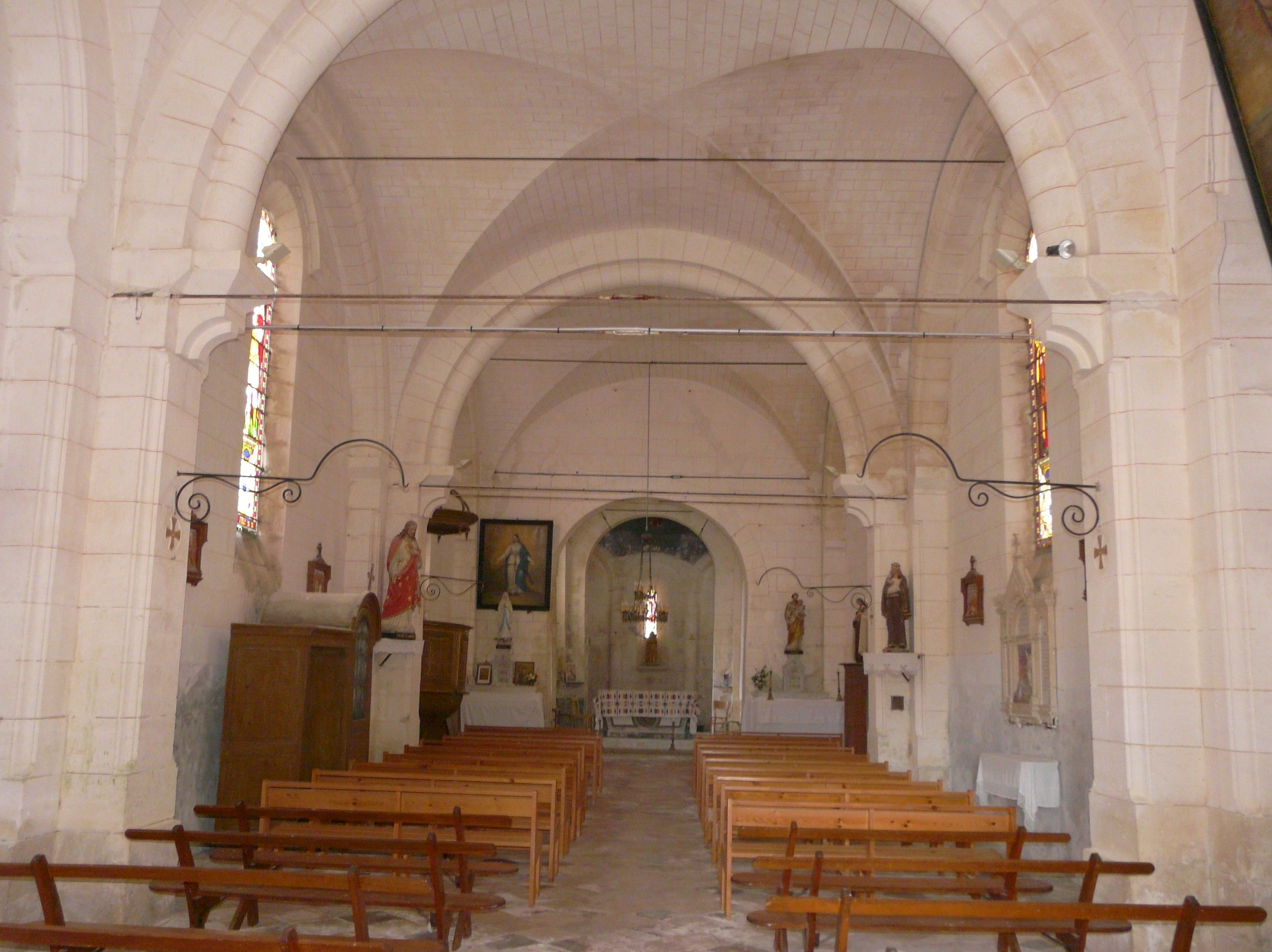
La nef.
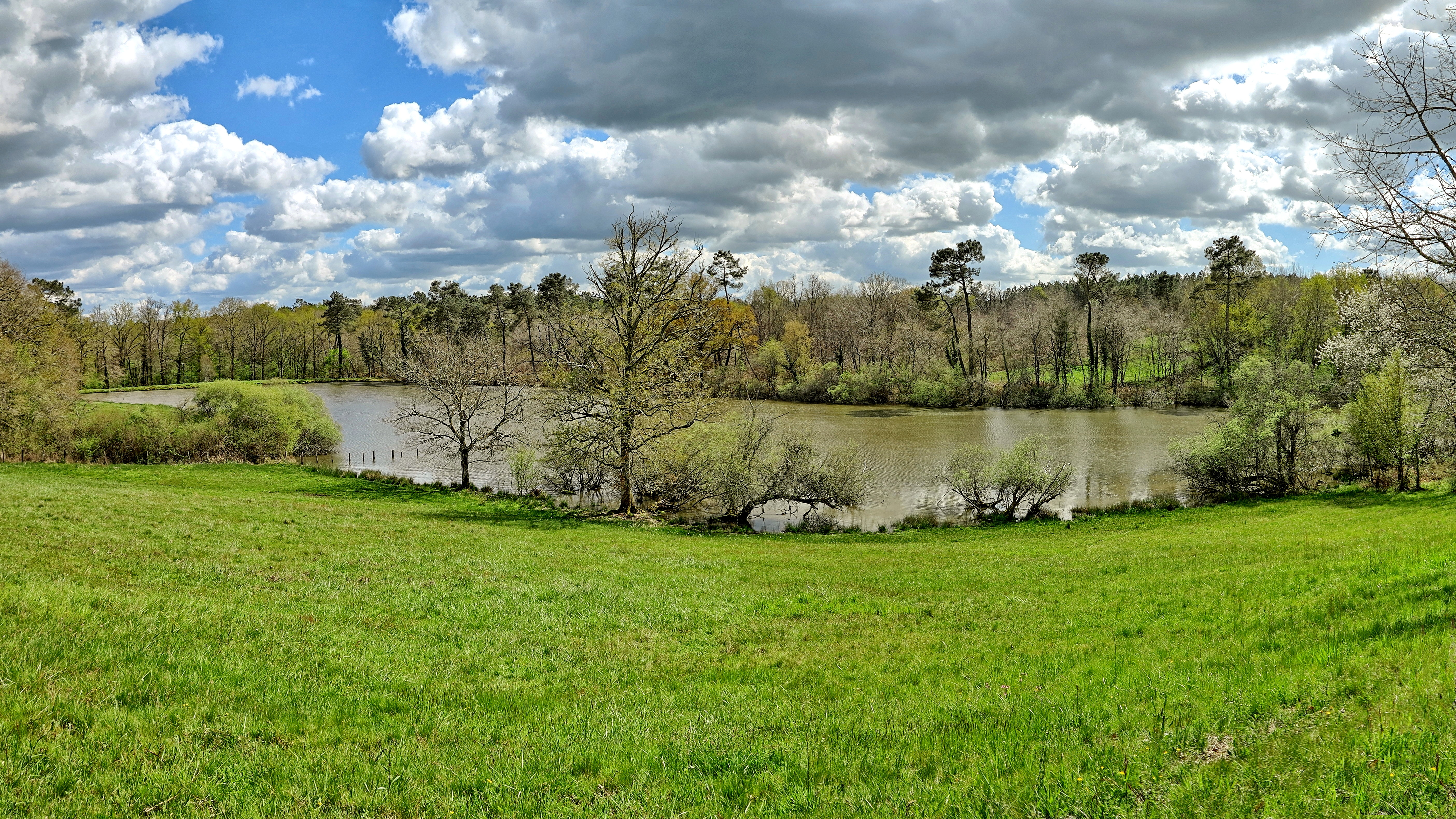
L'étang de la Beausserie.

## Pour approfondir